# Rio Cosău

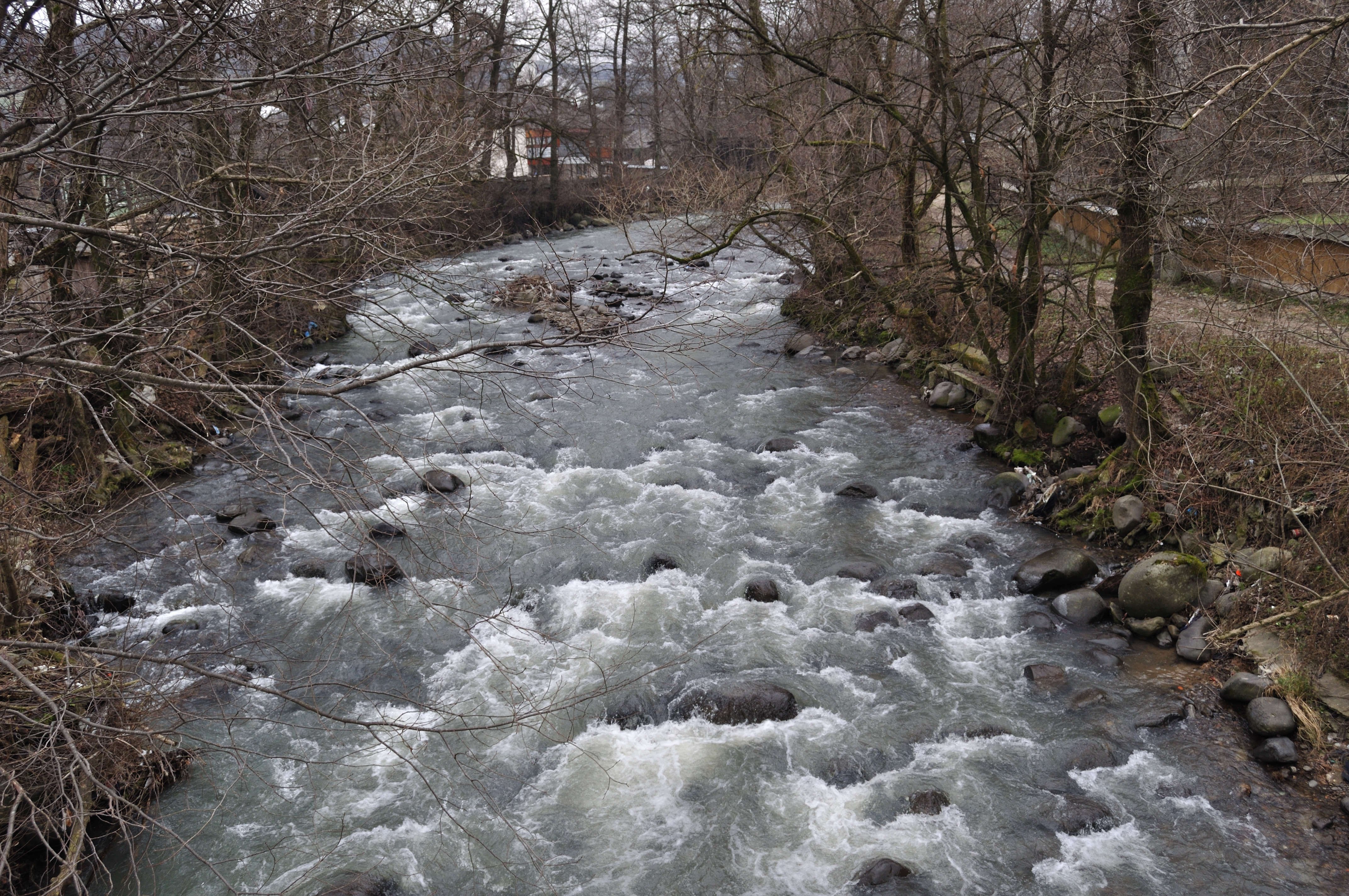
O rio Cosău em Călinești, no município de Maramureș

O Rio Cosău é um rio da Romênia, afluente do Mara, localizado no distrito de Maramureş.